# ديوان السبيل (مسلسل)
ديوان السبيل مسلسل كويتي. أنتج وعرض في شهر رمضان في العام الميلادي 2001. كتب المسلسل زهير الدجيلي بعد أن استوحى فكرته من مقال للدكتور حسين مؤنس وأخرجه بسام سعد، ويتكون من 30 حلقة.

## ملخص القصة
تدور أحداث القصة في ولاية ليس لها زمان أو مكان تدعى (خندريس)، تبدأ عندهم أزمة في المياه، وتتطور الأحداث والصراع بين المسؤولين لإنقاذ البلاد من أزمتها، مع كثير من الاسقاطات الراهنة التي نحسها من خلال المشاريع غير الجدية في المنطقة بقالب كوميدي.

## الفنانون المشاركون
- عبد الحسين عبد الرضا. بدور طوفان
- خالد النفيسي. بدور فخر الدولة
- مريم الصالح. بدور شلوى
- إبراهيم الصلال. بدور المعلم سرور
- أحمد الجسمي. بدور دباس
- عبد الرحمن العقل. بدور عذاب ابن شلوى
- هبة الدري. بشاير ابنة سرور
- هدى الخطيب. سمحة اخت شلوى
- علي جمعة. بدور بارود
- محمد المنيع. والي ولاية خندريس
- محمد العجيمي. عسكر
- سمير القلاف.
- إلهام الفضالة.

## هوامش
- رشح المخرج عبدالعزيز المنصور العرفج لإخراج المسلسل، لكنه اعتذر بسبب انشغاله بإخراج مسلسل (القدر المحتوم) من إنتاج شركته مع أخوته.
- كان الفنان داود حسين مرشح لأداء شخصية (عذاب)، إلا أنه اعتذر بعد ذلك لانشغاله بتصوير برنامج (إرهابيات) وتم اختيار الفنان عبدالرحمن العقل لأداء الشخصية.
- كما أن الفنانة زينب العسكري كانت مرشحة لأداء شخصية (بشاير)، إلا أنها اعتذرت هي الأخرى لعدم مقدرتها على التنسيق مع أعمال ستصور في البحرين، وحلت محلها الفنانة هبة الدري.